# Сторінки з книги Сатани
«Сторінки з книги Сатани» — чотирисерійна данська драма німого кіно 1920 року режисера Карла Теодора Дрейєра.

## Сюжет
У чотирьох частинах розповідається про спокуси людини сатаною. Небесним указом князь пекла був вигнаний зі свого царства і відправлений на землю. Там він має робити свою темну роботу серед людей. За кожну спокушену душу, яка піддається йому, його вирок збільшується ще на 100 років; тому, хто противиться йому, буде прощено 1000 років. І тому Сатана починає свою диявольську роботу.

### Епізод І
Єрусалим, в останні дні життя Христа.
Римське панування в Палестині переживає хвилювання. Пророк на ім'я Ісус Христос провіщає нову епоху любові та неземності. Натовп вітає нового Месію. Це ставить під серйозну небезпеку владу первосвящеників, які потім хочуть вжити жорстких заходів. Свого союзника вони знаходять у сатані, бо він уміє підлабузнюватися перед Юдою і підбурює його до зради свого пана. Потім засновник релігії потрапляє в руки своїх найлютіших ворогів і трохи пізніше вмирає в муках на хресті.

### Епізод ІІ
Севілья в епоху Відродження.
В Іспанії лютує свята інквізиція. Дон Гомес де Кастро проводить астрологічні дослідження, до яких католицька церква ставиться з крайньою підозрою. Його дочку Ізабель виховує монах дон Фернандес, який закохався в молоду жінку. Одного разу сім'ю де Кастро спіткає катастрофа: доглядач звинувачує астролога в чаклунстві через його діяльність, яку він вважає жахливою; тому він має бути в союзі з дияволом. Прибулий Великий Інквізитор, ніхто інший, як Сатана в масці, засуджує Кастро до смерті за ймовірну єресь, астролог помирає від мук тортур. Ізабель, яка зазнала сексуального насильства доном Фернандесом, врешті-решт спалена на вогнищі.

### Епізод 3
Париж у 1793 році, під час наслідків Французької революції.
Граф де Шамбор має намір звільнити королеву Марію-Антуанетту, яку тримали в полоні французькі революціонери. Якобінець Ернест Дюран, насправді сатана, може вплинути на нього і врешті-решт перемогти справу революції. Тут також за цим стоїть сила сатани. Але каяття графа йому ні до чого. Коли Революційна гвардія вистежує його, щоб гільйотинити шляхтича, він просить свого вірного слугу Джозефа піклуватися про його дружину та дочку Женев'єву в його відсутність. Але він вчиняє ганебну зраду і домагається їх арешту. Незабаром Йосипа зрадять вдруге…

### Епізод IV
Фінляндія в 1918 році в результаті російської революції.
У центрі подій — маленька станція зв'язківців, де добрий Пааво виконує свою роботу і щасливо живе зі своєю дружиною Сірі. Поруч точаться важкі бої між вірними царю «білими» та комуністичними «червоними». Останніх очолює Іван, російський чернець-ізгой. Але насправді він сатана, який хоче допомогти злу, комунізму, перемогти. На вокзалі Сатана, він же Іван, намагається розлучити пару, дозволивши Раутаміемі закохатися в Сірі. Тоді він намагається змусити пару співпрацювати. Але обидва відмовляються, і Сірі залишається вірною чоловікові. Тоді Іван віддає наказ застрелити Пааво. Поки непохитна Сірі гине за свій патріотизм і переконання, в останню мить Пааво врятовано. Цього разу Сатана зазнав невдачі у своїй спробі завершити свою вбивчу місію.

## Тло
Планування цього фільму, дія якого розгортається на чотирьох часових рівнях, сягає 1918 року. Зйомки проходили в 1918 і 1919 роках. Світова прем'єра відбулася 15 травня. Листопад 1920 року в Осло. У Данії, на батьківщині Дрейєра, книга «Сторінки з книги Сатани» вийшла 24 січня 1921 р. Німецька прем'єра відбулася в червні 1922 року.
Рішення Дрейєра зняти цей фільм і створити панораму людських безоднь було сформовано такими подіями: Жовтневим переворотом в Росії 1917 року з наступними переслідуваннями фінів Червоною гвардією, а також монументальним фільмом Д. В. Ґріффіта «Нетерпимість», дизайн якого з яких був натхненний «Сторінками з книги Сатани».
Для Драєра, який також анонімно працював над дизайном плівкових структур, цей фільм став режисерським дебютом. У перервах у тривалих зйомках він поставив ще один фільм — «Президент», прем'єра якого відбулася першою (1919). «Сторінки з книги Сатани» — лише третій фільм Дрейєра, який вийшов у кінотеатри.

## Критика
Фільм був сприйнятий досить неоднозначно; Особливо критикували останній епізод, оскільки деякі критики вважали його дуже вражаючим.
Кінопосібник писав: «Подібно до Гріффіта в „Нетерпимості“, Драєр хотів показати постійну небезпеку людини, уособлюючи зло та вводячи в сюжет сатану як постійного антагоніста. Фільм суперечливий, місцями наївний і не позбавлений тривалості, але подекуди також дуже вражаючий. „Нетиповим“ для Дрейєра є фінський епізод із його великою кількістю коротких кадрів, зібраних у жорсткому ритмі стаккато».
Великий словник персонажів фільму звучить так: «Про спокуси зла, зраду та вбивство, переслідування та гноблення розповідається в чотирьох епізодах цього художнього твору, який за дизайном нагадує „Нетерпимість“ Гріффіта. Уже там, але перш за все в його наступних фільмах, можна було побачити значний інтерес Дрейєра до облич і емоцій, які в них відображаються».
Енциклопедія міжнародного кіно виявила: «Другий фільм данця Карла Теодора Дрейєра (1889—1968) вже формально передбачає ті якості, які характеризували його пізніші роботи, що увійшли в історію кіно: абстрагування людей через кадри великим планом у строгому профілі та фронтальних поглядів, Одухотворення в акторській майстерності. Очевидно заснований на „Нетерпимості“ Гріффіта, (німий) фільм засуджує людську нетерпимість у чотирьох епізодах, пов'язаних „спокусником“ Сатаною, який з'являється у все нових масках. У той час як йому вдається зробити це переконливо в першій історії (зрада Ісуса Юдою), наступні епізоди (Іспанська інквізиція; Французька революція; Червона гвардія), окрім інсценованого люті останнього епізоду, скочуються до поверховості та однозначності. бокове спотворення».
У Edition-filmmuseum сказано: «У чотирьох епізодах із чотирьох абсолютно різних історичних подій, а також у постійному засудженні нетерпимості всюдисуща непереборна модель „Нетерпимості“ Гріффіта (1916). Але відмінності очевидні не лише тому, що монументальні будівлі та армія статистів його американської моделі залишалися недоступними для данця. На відміну від „Нетерпимості“, Дрейєр лише коротко описав свої чотири епізоди; самі епізоди розповідаються хронологічно, лінійно, самодостатньо. Незважаючи на те, що кожен історичний сюжет короткий у новелістичних термінах, він намальований стільки ж масивних будівель, скільки в будь-якому іншому довгому фільмі Дрейєра. Яскраво засвідчено переконання в тому, що абстрактність характерів, одухотвореність дії можуть бути досягнуті лише на фундаменті максимально конкретної реальності. Той факт, що Драєр, всупереч поширеному уявленню про похмурого майстра терпляче зображеної толерантності, також умів винайти ракурсне стаккато надзвичайно драматичного оповідального кіно завдяки майстерному використанню великих і детальних кадрів, показано в останньому епізоді коротко окреслений сюжет про молоду партизанку, яка в останню хвилину рятується від лютих більшовиків. І останнє, але не менш важливе, „Листя з Книги Сатани“ — це ще й шедевр вишуканого й постійного наростання темпу від епізоду до епізоду — аж до розлючених фрагментів сцен у фінальній оповіді, які збентежили публіку прем'єри».
Filmmuseum.at дійшов такого вердикту: "Чотири епохи та чотири епізоди, за допомогою яких Дрейер демонструє справжню силу зла як вічного елемента в історії. Створений під впливом новаторської кінематографічної роботи Д. У. Гріффіта, КСторінки з книги Сатани є адаптацією та варіацією нетерпимості. Драйєр також є першим європейським режисером, який виводить свою кінематографічну мову зі зіткнення ритмічного монтажу, великих планів і відстежуваних кадрів. У Гріффіта потоки часу змішуються наївно й безглуздо. Однак Дрейєр розділяє та оповідає блоками. Його хода вагома, його напруженість спокійна, а центром його містерічної гри є те, що залишається змінним: страждання переслідуваних, наслідування Христа.

## Веб-посилання
- Сторінки з Книги Сатани в Internet Movie Database

## Деталізації
1. 1 2 3 4 5 6 7 8 9 10 11 12 13 14 15 16  Danmarks Nationalfilmografi
2. ↑  ČSFD — 2001.
3. ↑  Dieter Krusche, Jürgen Labenski: Reclams Film-Führer. Reclam, Stuttgart 1973, ISBN 3-15-010205-7, S. 39.
4. ↑  Kay Weniger: Das große Personenlexikon des Films. Die Schauspieler, Regisseure, Kameraleute, Produzenten, Komponisten, Drehbuchautoren, Filmarchitekten, Ausstatter, Kostümbildner, Cutter, Tontechniker, Maskenbildner und Special Effects Designer des 20. Jahrhunderts. Band 2: C — F. John Paddy Carstairs — Peter Fitz. Schwarzkopf & Schwarzkopf, Berlin 2001, ISBN 3-89602-340-3, S. 436.
5. ↑  Blätter aus dem Buche Satans in edition-filmmuseum
6. ↑  Blätter aus dem Buche Satans in filmmuseum.at